# ЛАТАМ Еърлайнс
ЛАТАМ Еърлайнс (до май 2016 известна като Лан ЕърлайнсAirlines) е чилийска авиокомпания със седалище в Сантяго де Чили.

## История
Компанията е основана на 5 март 1929 г. в Сантяго де Чили под името Лан Чили (съкращение на Línea Aérea Nacional). През 1932 г. става държавна собственост. Първите линии на компанията са от Сантяго де Чили до Арика и Порто Монт. Първите използвани самолети са от типа Junkers R42 и Vickers Vedette.
По-късно се откриват линии до Аржентина, Таити, Великденските острови и Австралия. От 1980 г. компанията разполага с ежедневна линия до Европа (от Франкфурт на Майн през Мадрид до Сантяго де Чили).
През септември 1989 г. компанията е приватизирана и не след дълго успява да изкупи главния си конкурент Ladeco, чиито предимно вътрешни полети в Чили днес се осъществяват от дъщерната фирма „Ланекспрес“.
В периода след 1998 г. „Лан Еърлайнс“ започва широкомащабна програма за иновация на самолетния си парк. В същия период компанията разширява дейността си в съседните южноамерикански страни чрез новите си компании там като „Лан Перу“, „Лан Еквадор“ и „Лан Доминикана“. Най-новата дъщерна компания е „Лан Аржентина“, която предлага както вътрешни, така и външни полети.
През април 2005 г. „Лан Чили“ се преименува на „ЛАН“, като под съкращението „ЛАН“ се подразбира ЛАН Еърлайнс.
През май 2016 г. „ЛАН Еърлайнс“ се преименува на „ЛАТАМ Еърлайнс“.